# 1. ŽNL Vukovarsko-srijemska 2004./05.
1. ŽNL Vukovarsko-srijemska u sezoni 2004./05. je brojala 16 klubova. Prvenstvo se igralo dvokružno, a prvak bi stekao pravo igranja kvalifikacionih utakmica s prvakom 1. ŽNL Brodsko-posavske, 1. ŽNL Osječko-baranjske ili 1. ŽNL Požeško-slavonske, gdje bi pobjednik u sljedećoj sezoni nastupao u 3. HNL – Istok. Iz lige bi u 2. ŽNL Vukovarsko-srijemsku ispao posljednjeplasirani klub, dok bi u slučaju neuspješnih kvalifikacija za 3. HNL, iz lige ispao i pretposljednji klub.
Prvenstvo je osvojila NK Šokadija Stari Mikanovci, ali se nije uspjela direktno kvalificirati u 3. HNL – Istok, jer je u dvomeču izgubila od NK Zadrugar Oprisavci. U dodatnim kvalifikacijama, bila je bolja od NK Eminovci. Iz lige je ispao NK Borac Bobota.

## Tablica
| Mj. | Klub                              | Sus. | Pobj. | Ner. | Por. | GR.   | Bod.       |
| --- | --------------------------------- | ---- | ----- | ---- | ---- | ----- | ---------- |
| 1.  | NK Šokadija Stari Mikanovci       | 30   | 17    | 7    | 6    | 69:42 | 58         |
| 2.  | NK HAŠK Jadran Stari Jankovci     | 30   | 18    | 4    | 8    | 61:38 | 58         |
| 3.  | NK Sladorana Županja              | 30   | 16    | 4    | 10   | 54:43 | 52         |
| 4.  | NK Vuteks-Sloga OZ Vukovar        | 30   | 14    | 7    | 9    | 57:34 | 49         |
| 5.  | NK Mladost Antin                  | 30   | 14    | 5    | 11   | 48:48 | 47         |
| 6.  | NK Tomislav Cerna                 | 30   | 13    | 5    | 12   | 60:52 | 44         |
| 7.  | NK Frankopan Rokovci-Andrijaševci | 30   | 13    | 3    | 14   | 43:45 | 42         |
| 8.  | NK Bedem Ivankovo                 | 30   | 10    | 10   | 10   | 54:49 | 40         |
| 9.  | NK Nosteria Nuštar                | 30   | 12    | 4    | 14   | 47:48 | 40         |
| 10. | HNK Fruškogorac Ilok              | 30   | 9     | 12   | 9    | 47:53 | 39         |
| 11. | NK Sremac Ilača                   | 30   | 11    | 6    | 13   | 45:52 | 39         |
| 12. | NK Lovor Nijemci                  | 30   | 11    | 3    | 16   | 53:57 | 36         |
| 13. | NK Zrinski Asteroid Bošnjaci      | 30   | 10    | 6    | 14   | 45:56 | 36         |
| 14. | NK Mladost Privlaka               | 30   | 9     | 8    | 13   | 43:45 | 35         |
| 15. | NK Sinđelić Trpinja               | 30   | 7     | 9    | 14   | 34:62 | 29 (-1) ↓1 |
| 16. | NK Borac Bobota                   | 30   | 6     | 7    | 17   | 37:73 | 25         |

## Rezultati
| NK Mladost Antin - HNK Fruškogorac Ilok 0:0 NK Frankopan Rokovci-Andrijaševci - NK HAŠK Jadran Stari Jankovci 1:5 NK Bedem Ivankovo - NK Lovor Nijemci 4:0 NK Mladost Privlaka - NK Borac Bobota 0:1 NK Sinđelić Trpinja - NK Vuteks-Sloga OZ Vukovar 0:0 NK Nosteria Nuštar - NK Tomislav Cerna 2:1 NK Šokadija Stari Mikanovci - NK Zrinski Asteroid Bošnjaci 2:1 NK Sremac Ilača - NK Sladorana Županja 3:1 | NK Sremac Ilača - NK Šokadija Stari Mikanovci 2:1 NK Zrinski Asteroid Bošnjaci - NK Nosteria Nuštar 2:1 NK Tomislav Cerna - NK Sinđelić Trpinja 5:0 NK Vuteks-Sloga OZ Vukovar - NK Mladost Privlaka 2:1 NK Borac Bobota - NK Bedem Ivankovo 3:0 NK Lovor Nijemci - NK Frankopan Rokovci-Andrijaševci 5:1 NK HAŠK Jadran Stari Jankovci - NK Mladost Antin 5:0 NK Sladorana Županja - HNK Fruškogorac Ilok 1:0 | NK Nosteria Nuštar - NK Sremac Ilača 1:1 NK Sinđelić Trpinja - NK Zrinski Asteroid Bošnjaci 0:0 NK Mladost Privlaka - NK Tomislav Cerna 4:3 NK Bedem Ivankovo - NK Vuteks-Sloga OZ Vukovar 2:3 NK Frankopan Rokovci-Andrijaševci - NK Borac Bobota 0:0 NK Mladost Antin - NK Lovor Nijemci 2:1 HNK Fruškogorac Ilok - NK HAŠK Jadran Stari Jankovci 0:0 NK Šokadija Stari Mikanovci - NK Sladorana Županja 2:1 |
| NK Sremac Ilača - NK Sinđelić Trpinja 1:0 NK Šokadija Stari Mikanovci - NK Nosteria Nuštar 5:4 NK Zrinski Asteroid Bošnjaci - NK Mladost Privlaka 2:0 NK Tomislav Cerna - NK Bedem Ivankovo 1:2 NK Vuteks-Sloga OZ Vukovar - NK Frankopan Rokovci-Andrijaševci 2:0 NK Borac Bobota - NK Mladost Antin 2:3 NK Lovor Nijemci - HNK Fruškogorac Ilok 1:2 NK Sladorana Županja - NK HAŠK Jadran Stari Jankovci 4:3 | NK Mladost Privlaka - NK Sremac Ilača 1:2 NK Sinđelić Trpinja - NK Šokadija Stari Mikanovci 1:0 NK Bedem Ivankovo - NK Zrinski Asteroid Bošnjaci 4:1 NK Frankopan Rokovci-Andrijaševci - NK Tomislav Cerna 0:2 NK Mladost Antin - NK Vuteks-Sloga OZ Vukovar 2:1 HNK Fruškogorac Ilok - NK Borac Bobota 2:1 NK HAŠK Jadran Stari Jankovci - NK Lovor Nijemci 1:0 NK Nosteria Nuštar - NK Sladorana Županja 2:0 | NK Sremac Ilača - NK Bedem Ivankovo 1:1 NK Šokadija Stari Mikanovci - NK Mladost Privlaka 1:0 NK Nosteria Nuštar - NK Sinđelić Trpinja 4:1 NK Zrinski Asteroid Bošnjaci - NK Frankopan Rokovci-Andrijaševci 3:1 NK Tomislav Cerna - NK Mladost Antin 2:1 NK Vuteks-Sloga OZ Vukovar - HNK Fruškogorac Ilok 5:0 NK Borac Bobota - NK HAŠK Jadran Stari Jankovci 1:2 NK Sladorana Županja - NK Lovor Nijemci 2:1 |
| NK Frankopan Rokovci-Andrijaševci - NK Sremac Ilača 2:1 NK Bedem Ivankovo - NK Šokadija Stari Mikanovci 3:3 NK Mladost Privlaka - NK Nosteria Nuštar 4:0 NK Mladost Antin - NK Zrinski Asteroid Bošnjaci 4:1 HNK Fruškogorac Ilok - NK Tomislav Cerna 2:3 NK HAŠK Jadran Stari Jankovci - NK Vuteks-Sloga OZ Vukovar 1:0 NK Lovor Nijemci - NK Borac Bobota 3:2 NK Sinđelić Trpinja - NK Sladorana Županja 0:3 | NK Sremac Ilača - NK Mladost Antin 1:1 NK Šokadija Stari Mikanovci - NK Frankopan Rokovci-Andrijaševci 1:1 NK Nosteria Nuštar - NK Bedem Ivankovo 2:1 NK Sinđelić Trpinja - NK Mladost Privlaka 2:0 NK Zrinski Asteroid Bošnjaci - HNK Fruškogorac Ilok 2:2 NK Tomislav Cerna - NK HAŠK Jadran Stari Jankovci 3:1 NK Vuteks-Sloga OZ Vukovar - NK Lovor Nijemci 1:2 NK Sladorana Županja - NK Borac Bobota 2:2 | HNK Fruškogorac Ilok - NK Sremac Ilača 2:0 NK Mladost Antin - NK Šokadija Stari Mikanovci 1:2 NK Frankopan Rokovci-Andrijaševci - NK Nosteria Nuštar 1:0 NK Bedem Ivankovo - NK Sinđelić Trpinja 2:2 NK HAŠK Jadran Stari Jankovci - NK Zrinski Asteroid Bošnjaci 3:1 NK Lovor Nijemci - NK Tomislav Cerna 1:1 NK Borac Bobota - NK Vuteks-Sloga OZ Vukovar 1:1 NK Mladost Privlaka - NK Sladorana Županja 4:1 |
| NK Sremac Ilača - NK HAŠK Jadran Stari Jankovci 1:1 NK Šokadija Stari Mikanovci - HNK Fruškogorac Ilok 3:1 NK Nosteria Nuštar - NK Mladost Antin 2:0 NK Sinđelić Trpinja - NK Frankopan Rokovci-Andrijaševci 2:0 NK Mladost Privlaka - NK Bedem Ivankovo 1:1 NK Zrinski Asteroid Bošnjaci - NK Lovor Nijemci 1:0 NK Tomislav Cerna - NK Borac Bobota 3:2 NK Sladorana Županja - NK Vuteks-Sloga OZ Vukovar 1:0 | NK Lovor Nijemci - NK Sremac Ilača 3:0 NK HAŠK Jadran Stari Jankovci - NK Šokadija Stari Mikanovci 0:0 HNK Fruškogorac Ilok - NK Nosteria Nuštar 4:2 NK Mladost Antin - NK Sinđelić Trpinja 4:2 NK Frankopan Rokovci-Andrijaševci - NK Mladost Privlaka 3:2 NK Borac Bobota - NK Zrinski Asteroid Bošnjaci 3:1 NK Vuteks-Sloga OZ Vukovar - NK Tomislav Cerna 3:1 NK Bedem Ivankovo - NK Sladorana Županja 3:2 | NK Sremac Ilača - NK Borac Bobota 3:0 NK Šokadija Stari Mikanovci - NK Lovor Nijemci 3:1 NK Nosteria Nuštar - NK HAŠK Jadran Stari Jankovci 3:1 NK Sinđelić Trpinja - HNK Fruškogorac Ilok 1:1 NK Mladost Privlaka - NK Mladost Antin 2:1 NK Bedem Ivankovo - NK Frankopan Rokovci-Andrijaševci 1:0 NK Zrinski Asteroid Bošnjaci - NK Vuteks-Sloga OZ Vukovar 1:1 NK Sladorana Županja - NK Tomislav Cerna 2:0 |
| NK Vuteks-Sloga OZ Vukovar - NK Sremac Ilača 3:0 NK Borac Bobota - NK Šokadija Stari Mikanovci 2:3 NK Lovor Nijemci - NK Nosteria Nuštar 5:3 NK HAŠK Jadran Stari Jankovci - NK Sinđelić Trpinja 1:1 HNK Fruškogorac Ilok - NK Mladost Privlaka 2:2 NK Mladost Antin - NK Bedem Ivankovo 2:2 NK Tomislav Cerna - NK Zrinski Asteroid Bošnjaci 4:2 NK Frankopan Rokovci-Andrijaševci - NK Sladorana Županja 5:0 | NK Sremac Ilača - NK Tomislav Cerna 2:1 NK Šokadija Stari Mikanovci - NK Vuteks-Sloga OZ Vukovar 1:1 NK Nosteria Nuštar - NK Borac Bobota 2:1 NK Sinđelić Trpinja - NK Lovor Nijemci 3:2 NK Mladost Privlaka - NK HAŠK Jadran Stari Jankovci 0:1 NK Bedem Ivankovo - HNK Fruškogorac Ilok 3:3 NK Frankopan Rokovci-Andrijaševci - NK Mladost Antin 3:0 NK Sladorana Županja - NK Zrinski Asteroid Bošnjaci 3:0 | NK Zrinski Asteroid Bošnjaci - NK Sremac Ilača 3:1 NK Tomislav Cerna - NK Šokadija Stari Mikanovci 4:4 NK Vuteks-Sloga OZ Vukovar - NK Nosteria Nuštar 3:0 NK Borac Bobota - NK Sinđelić Trpinja 3:1 NK Lovor Nijemci - NK Mladost Privlaka 2:1 NK HAŠK Jadran Stari Jankovci - NK Bedem Ivankovo 4:2 HNK Fruškogorac Ilok - NK Frankopan Rokovci-Andrijaševci 2:2 NK Mladost Antin - NK Sladorana Županja 2:0 |
| HNK Fruškogorac Ilok - NK Mladost Antin 2:1 NK HAŠK Jadran Stari Jankovci - NK Frankopan Rokovci-Andrijaševci 2:0 NK Lovor Nijemci - NK Bedem Ivankovo 2:2 NK Borac Bobota - NK Mladost Privlaka 0:0 NK Vuteks-Sloga OZ Vukovar - NK Sinđelić Trpinja 1:1 NK Tomislav Cerna - NK Nosteria Nuštar 3:1 NK Zrinski Asteroid Bošnjaci - NK Šokadija Stari Mikanovci 2:0 NK Sladorana Županja - NK Sremac Ilača 1:0 | NK Šokadija Stari Mikanovci - NK Sremac Ilača 3:1 NK Nosteria Nuštar - NK Zrinski Asteroid Bošnjaci 4:0 NK Sinđelić Trpinja - NK Tomislav Cerna 1:3 NK Mladost Privlaka - NK Vuteks-Sloga OZ Vukovar 3:1 NK Bedem Ivankovo - NK Borac Bobota 3:1 NK Frankopan Rokovci-Andrijaševci - NK Lovor Nijemci 2:0 NK Mladost Antin - NK HAŠK Jadran Stari Jankovci 2:0 HNK Fruškogorac Ilok - NK Sladorana Županja 2:3 | NK Sremac Ilača - NK Nosteria Nuštar 1:0 NK Zrinski Asteroid Bošnjaci - NK Sinđelić Trpinja 4:0 NK Tomislav Cerna - NK Mladost Privlaka 1:1 NK Vuteks-Sloga OZ Vukovar - NK Bedem Ivankovo 1:0 NK Borac Bobota - NK Frankopan Rokovci-Andrijaševci 1:2 NK Lovor Nijemci - NK Mladost Antin 0:1 NK HAŠK Jadran Stari Jankovci - HNK Fruškogorac Ilok 3:0 NK Sladorana Županja - NK Šokadija Stari Mikanovci 1:1 |
| NK Sinđelić Trpinja - NK Sremac Ilača 0:2 NK Nosteria Nuštar - NK Šokadija Stari Mikanovci 1:0 NK Mladost Privlaka - NK Zrinski Asteroid Bošnjaci 2:0 NK Bedem Ivankovo - NK Tomislav Cerna 0:1 NK Frankopan Rokovci-Andrijaševci - NK Vuteks-Sloga OZ Vukovar 1:3 NK Mladost Antin - NK Borac Bobota 3:0 HNK Fruškogorac Ilok - NK Lovor Nijemci 3:0 NK HAŠK Jadran Stari Jankovci - NK Sladorana Županja 1:0 | NK Sremac Ilača - NK Mladost Privlaka 3:0 NK Šokadija Stari Mikanovci - NK Sinđelić Trpinja 5:0 NK Zrinski Asteroid Bošnjaci - NK Bedem Ivankovo 0:0 NK Tomislav Cerna - NK Frankopan Rokovci-Andrijaševci 1:3 NK Vuteks-Sloga OZ Vukovar - NK Mladost Antin 3:0 NK Borac Bobota - HNK Fruškogorac Ilok 2:2 NK Lovor Nijemci - NK HAŠK Jadran Stari Jankovci 5:0 NK Sladorana Županja - NK Nosteria Nuštar 3:1 | NK Bedem Ivankovo - NK Sremac Ilača 3:1 NK Mladost Privlaka - NK Šokadija Stari Mikanovci 1:1 NK Sinđelić Trpinja - NK Nosteria Nuštar 2:1 NK Frankopan Rokovci-Andrijaševci - NK Zrinski Asteroid Bošnjaci 0:3 NK Mladost Antin - NK Tomislav Cerna 3:2 HNK Fruškogorac Ilok - NK Vuteks-Sloga OZ Vukovar 2:0 NK HAŠK Jadran Stari Jankovci - NK Borac Bobota 7:0 NK Lovor Nijemci - NK Sladorana Županja 2:0 |
| NK Sremac Ilača - NK Frankopan Rokovci-Andrijaševci 0:3 NK Šokadija Stari Mikanovci - NK Bedem Ivankovo 3:2 NK Nosteria Nuštar - NK Mladost Privlaka 2:2 NK Zrinski Asteroid Bošnjaci - NK Mladost Antin 0:3 NK Tomislav Cerna - HNK Fruškogorac Ilok 0:0 NK Vuteks-Sloga OZ Vukovar - NK HAŠK Jadran Stari Jankovci 2:1 NK Borac Bobota - NK Lovor Nijemci 2:0 NK Sladorana Županja - NK Sinđelić Trpinja 4:0 | NK Mladost Antin - NK Sremac Ilača 5:2 NK Frankopan Rokovci-Andrijaševci - NK Šokadija Stari Mikanovci 3:1 NK Bedem Ivankovo - NK Nosteria Nuštar 1:0 NK Mladost Privlaka - NK Sinđelić Trpinja 2:0 HNK Fruškogorac Ilok - NK Zrinski Asteroid Bošnjaci 1:1 NK HAŠK Jadran Stari Jankovci - NK Tomislav Cerna 2:0 NK Lovor Nijemci - NK Vuteks-Sloga OZ Vukovar 2:1 NK Borac Bobota - NK Sladorana Županja 1:3 | NK Sremac Ilača - HNK Fruškogorac Ilok 3:3 NK Šokadija Stari Mikanovci - NK Mladost Antin 3:0 NK Nosteria Nuštar - NK Frankopan Rokovci-Andrijaševci 1:0 NK Sinđelić Trpinja - NK Bedem Ivankovo 2:2 NK Zrinski Asteroid Bošnjaci - NK HAŠK Jadran Stari Jankovci 1:3 NK Tomislav Cerna - NK Lovor Nijemci 5:0 NK Vuteks-Sloga OZ Vukovar - NK Borac Bobota 9:0 NK Sladorana Županja - NK Mladost Privlaka 4:0 |
| NK HAŠK Jadran Stari Jankovci - NK Sremac Ilača 2:1 HNK Fruškogorac Ilok - NK Šokadija Stari Mikanovci 1:0 NK Mladost Antin - NK Nosteria Nuštar 2:1 NK Frankopan Rokovci-Andrijaševci - NK Sinđelić Trpinja 2:0 NK Bedem Ivankovo - NK Mladost Privlaka 1:1 NK Lovor Nijemci - NK Zrinski Asteroid Bošnjaci 6:0 NK Borac Bobota - NK Tomislav Cerna 1:1 NK Vuteks-Sloga OZ Vukovar - NK Sladorana Županja 2:1 | NK Sremac Ilača - NK Lovor Nijemci 3:0 NK Šokadija Stari Mikanovci - NK HAŠK Jadran Stari Jankovci 4:1 NK Nosteria Nuštar - HNK Fruškogorac Ilok 3:0 NK Sinđelić Trpinja - NK Mladost Antin 1:0 NK Mladost Privlaka - NK Frankopan Rokovci-Andrijaševci 1:0 NK Zrinski Asteroid Bošnjaci - NK Borac Bobota 7:0 NK Tomislav Cerna - NK Vuteks-Sloga OZ Vukovar 2:0 NK Sladorana Županja - NK Bedem Ivankovo 3:1 | NK Borac Bobota - NK Sremac Ilača 2:1 NK Lovor Nijemci - NK Šokadija Stari Mikanovci 3:4 NK HAŠK Jadran Stari Jankovci - NK Nosteria Nuštar 3:1 HNK Fruškogorac Ilok - NK Sinđelić Trpinja 4:4 NK Mladost Antin - NK Mladost Privlaka 0:0 NK Frankopan Rokovci-Andrijaševci - NK Bedem Ivankovo 2:0 NK Vuteks-Sloga OZ Vukovar - NK Zrinski Asteroid Bošnjaci 3:1 NK Tomislav Cerna - NK Sladorana Županja 1:3 |
| NK Sremac Ilača - NK Vuteks-Sloga OZ Vukovar 3:3 NK Šokadija Stari Mikanovci - NK Borac Bobota 4:0 NK Nosteria Nuštar - NK Lovor Nijemci 2:0 NK Sinđelić Trpinja - NK HAŠK Jadran Stari Jankovci 0:1 NK Mladost Privlaka - HNK Fruškogorac Ilok 3:0 NK Bedem Ivankovo - NK Mladost Antin 5:1 NK Zrinski Asteroid Bošnjaci - NK Tomislav Cerna 3:0 NK Sladorana Županja - NK Frankopan Rokovci-Andrijaševci 2:1 | NK Tomislav Cerna - NK Sremac Ilača 5:1 NK Vuteks-Sloga OZ Vukovar - NK Šokadija Stari Mikanovci 2:4 NK Borac Bobota - NK Nosteria Nuštar 1:1 NK Lovor Nijemci - NK Sinđelić Trpinja 3:3 NK HAŠK Jadran Stari Jankovci - NK Mladost Privlaka 5:3 HNK Fruškogorac Ilok - NK Bedem Ivankovo 2:1 NK Mladost Antin - NK Frankopan Rokovci-Andrijaševci 2:1 NK Zrinski Asteroid Bošnjaci - NK Sladorana Županja 1:1 | NK Sremac Ilača - NK Zrinski Asteroid Bošnjaci 4:1 NK Šokadija Stari Mikanovci - NK Tomislav Cerna 5:1 NK Nosteria Nuštar - NK Vuteks-Sloga OZ Vukovar 0:0 NK Sinđelić Trpinja - NK Borac Bobota 4:2 NK Mladost Privlaka - NK Lovor Nijemci 2:3 NK Bedem Ivankovo - NK HAŠK Jadran Stari Jankovci 2:1 NK Frankopan Rokovci-Andrijaševci - HNK Fruškogorac Ilok 3:2 NK Sladorana Županja - NK Mladost Antin 2:2 |

## Kvalifikacije za 3. HNL – Istok
NK Zadrugar Oprisavci - NK Šokadija Stari Mikanovci 1:2

NK Šokadija Stari Mikanovci - NK Zadrugar Oprisavci 2:3
U 3. HNL – Istok se plasirao NK Zadrugar Oprisavci zahvaljujući golovima u gostima.

### Dodatne kvalifikacije
U dodatnim kvalifikacijama, NK Šokadija Stari Mikanovci se susrela s poraženim iz drugog kvalifikacionog susreta NK Elektra Osijek - NK Eminovci:
NK Šokadija Stari Mikanovci - NK Eminovci 3:0
NK Eminovci - NK Šokadija Stari Mikanovci 0:3
te se na taj način ipak plasirala u viši rang.